# عمرو بن زرارة
عمرو بن زرارة بن واقد ، أبو محمد الكلابي النيسابوري المقرئ(160 هـ - 238 هـ). قرأ على الكسائي ، وكان من رواة الحديث الثقات ، مات سنة ثمان وثلاثين ومائتين.

## روايته للحديث النبوي
- حدث عن : هشيم ، ويحيى بن زكريا بن أبي زائدة ، وعبد العزيز بن أبي حازم ، وسفيان بن عيينة ، وزياد بن عبد الله البكائي ، وابن علية ، وطبقتهم .
- حدث عنه : البخاري ، ومسلم ، والنسائي ، ومحمد بن يحيى الذهلي ، وأبو محمد الدارمي ، وإبراهيم بن أبي طالب ، والحسن بن سفيان ، وأبو العباس السراج ، ومسدد بن قطن ، وآخرون.

## أقوال العلماء فيه
الجرح والتعديل
- قال أبو بكر الجارودي : ثقة.
- قال أحمد بن شعيب النسائي : ثقة.
- قال ابن حجر العسقلاني : ثقة ثبت.
- قال الدارقطني : ثقة.
- قال الذهبي : الحافظ.
- قال محمد بن عبد الوهاب الفراء : ثقة ثقة.